# Punta Caimanes (Guatemala)
Punta Caimanes  es una zona estrecha de tierra que entra en el Lago de Izabal en Guatemala, en donde está constituido por un estrecho de playa y un muelle, donde la gente puede andar en motos de agua y demás juegos acuáticos, a la vez pueden ver el hermoso atardecer. 

## Ubicación
La forma acuática es la más rápida para poder llegar, el cual queda a 1:30 minutos del Castillo de San Felipe en Río Dulce y a 2 minutos del Puente de Río Dulce, buscando hacia el lado noroeste del Lago de Izabal. 